# Dirk Bleese
Dirk Bleese (* 15. November 1968 in Hamburg) ist ein deutscher Pianist des Modern Jazz und Komponist.

## Ausbildung
Dirk Bleese erhielt seit seinem 7. Lebensjahr Klavierunterricht bei Christel Scheuer aus Hamburg. Als Austauschschüler in den USA lernte er den Jazz richtig kennen; mit 18 Jahren gründete er seine erste Schüler-Big-Band. Nach dem Abitur und dem Zivildienst nahm er 1991 am Popkurs Hamburg an der Hochschule für Musik und Theater Hamburg teil und begann mit dem Jazzklavier-Studium an der Hochschule der Künste Berlin. Seine Lehrer dort waren u. a. David Friedman und Walter Norris.

## Leben und Schaffen
1993 gründete er gemeinsam mit dem Komponisten Antonio Palesano das Hamburg Jazz Orchestra. In der Folge initiierte er 1994 die Gründung der Musikerinitiative JazzHaus Hamburg e.V. und 1995 des Jazzbüro Hamburg. In den Jahren 1994 bis 1996 leitete er das JazzHaus Festival Hamburg, das Festival Jazz in Hamburg in Planten un Blomen und das Big Band Spektakel in der Hamburger Fabrik. In den Jahren 1994 und 1995 war er Pianist des Solo-Theaterstückes Lands End von und mit Ernie Reinhardt. 1996 bis 1998 arbeitete er als Assistent von Franz Wittenbrink am Deutsches Schauspielhaus in Hamburg bei den Produktionen Männer und St.Pauli Saga. Von 1999 bis 2001 übernahm er die Musikalische Leitung bei „BUDDY HOLLY - das Musical“ in Hamburg. 1999 bis 2008 war er Komponist und Bühnenmusiker der Kinderstücke an der Komödie Winterhuder Fährhaus.
2001 gründete Bleese die studienvorbereitende Ausbildung Rock/Pop/Jazz an der Staatlichen Jugendmusikschule Hamburg, die er leitete. Zwischen 2005 und 2007 war er mit seinen Arrangements Gastdirigent der NDR-Big Band. Gemeinsam mit der Librettistin Kristina Faust schrieb er 2008 das Musical Verliebt in Babylon und 2011 die Großstadtoper Morgen war noch nie, die er in der Jugendmusikschule aufführte. Seit 2021 ist er Komponist der Universal Edition, bei der seine Klavierlehrwerke erscheinen.
2015 gründete Bleese mit dem Bassisten Oliver Potratz und dem Schlagzeuger Tilo Weber das Dirk Bleese Trio, dessen CDs in between (2016) und in zwischen (2018) bei Laika Records veröffentlicht wurden. 2017 und 2018 war er Kurator des Jazzprogramms der Halle 424, Hamburg, die 2018 den deutschen Spielstättenpreis Applaus gewann.

## Kompositionen und Bühnenmusiken
- jazz piano 1, Klavierlehrwerk[17]
- jazz piano 2, Klavierlehrwerk[18]
- jazz piano 3, Klavierlehrwerk[19]
- jazz piano 4, Klavierlehrwerk[20]
- jazz piano 5, Klavierlehrwerk[21]
- Verliebt in Babylon, Musical[22]
- Morgen war noch nie, Crossover-Oper[23]
- Bremer Stadtmusikanten, Kinderstück[8]
- Der Zauberlehrling, Kinderstück[24]

## Diskografie
- Dirk Bleese Trio „in zwischen“, 2018[25]
- Dirk Bleese Trio „in between“, 2016
- Sopot-Hamburg Jazz Quintett, 2002
- Tobias Netta - Tobias Netta, 1990